# Hans Peter Poulsen
Hans Peter Jørgen Poulsen (* 16. Januar 1973 in Maniitsoq) ist ein grönländischer Politiker (Siumut).

## Leben
Hans Peter Poulsen wuchs als Sohn eines Jägers und einer Pädagogin in Maniitsoq auf. 1994 begann er ein Studium in Verwaltung am Ilisimatusarfik. Von 1997/98 führte er ein Auslandssemester an der McGill University in Montreal durch. Er schloss das Studium 2002 ab. Von 2001 bis 2005 arbeitete er bei TELE Greenland und als Berater bei Adizes Greenland. Nebenher unterrichtete er selbst am Ilisimatusarfik. Von 2005 bis 2008 war er grönländischer Tourismus- und Erwerbschef. Von 2008 bis 2020 arbeitete er bei der Kompetencekompagniet. Von 2018 bis 2019 war er kurzzeitig Kommunaldirektor der Kommune Qeqertalik. 2019 machte er sich mit dem Beratungsunternehmen Sinarsuk selbstständig. Von 2020 bis 2021 arbeitete er zudem als Berater für TELE Greenland.
Hans Peter Poulsen kandidierte bei der Parlamentswahl in Grönland 2021 und erreichte mit 84 Stimmen den fünften Nachrückerplatz der Siumut. Nebenher kandidierte er auch bei der Kommunalwahl in der Kommuneqarfik Sermersooq, erhielt aber nur 63 Stimmen und damit den siebten Nachrückerplatz seiner Partei. Nachdem Nikkulaat Jeremiassen zum Vorsitzenden von KNAPK ernannt worden war und aus der Politik ausschied, vertrat Hans Peter Poulsen ab dem 6. Oktober 2021 den beurlaubten Kim Kielsen bis zum Ende der Sitzungsperiode am 30. November. Als die Siumut im April 2022 Teil der Regierungskoalition wurde, wurde er für die beurlaubten Minister Mitglied. Im September 2022 wurde er mit dem Austritt von Aslak Wilhelm Jensen festes Mitglied im Parlament. Am 25. September 2023 wurde er im Zuge einer Kabinettsumverteilung zum Minister für Wohnungswesen und Infrastruktur im Kabinett Egede II ernannt. Bei der Parlamentswahl 2025 wurde er nicht wiedergewählt. Bei der Kommunalwahl 2025 trat er nicht an.
Zum 1. Mai 2025 wurde er zum Direktor von Kalaallit Nunaata Radioa ernannt.